# Maurine Dallas Watkins
Maurine Dallas Watkins (27 de julio de 1896 – 10 de agosto de 1969) fue una periodista y dramaturga estadounidense. En los años 1920 escribió la obra teatral Chicago (1926), sobre mujeres acusadas de asesinato, la prensa, delincuentes famosos, y la corrupción de la justicia. Su obra tuvo una carrera exitosa en Broadway, durante los Felices años veinte — y se adaptó al cine en los años 1920 y 1940. Watkins continuó escribiendo guiones en Hollywood, finalmente retirándose a Florida. Después de su muerte en 1969, Chicago fue adaptada en 1977 como un exitoso musical de Broadway, que se convirtió en una premiada película en 2002.

## Carrera y primeros años
Watkins nació en Louisville, Kentucky, y asistió a la Crawfordsville High School en Indiana. Asistió a un total de cinco universidades (incluyendo la Hamilton University (Kentucky), Transylvania University, Butler University (Indianápolis), y Radcliffe University). Mientras estaba en Butler, Watkins se unió al capítulo Gamma de la fraternidad de mujeres Kappa Alfa Theta y fue iniciada en 1919.
Ese año se graduó la primera en su clase de Butler, y se mudó a Radcliffe en Massachusetts para cursar estudios de posgrado en griego. Sus planes cambiaron después de postularse y ser aceptada en el taller de dramaturgia del profesor de inglés George Pierce Baker en la Universidad de Harvard. Baker animaba a escribir a su alumnado para buscar experiencia en el mundo más amplio y puede haber recomendado publicar en periódicos. Watkins se trasladó a Chicago y a principios de 1924 consiguió un trabajo como reportera en el Chicago Tribune.
Para el Tribune, donde Watkins trabajó siete meses, cubrió los asesinatos y posteriores juicios de Belva Gaertner, una cantante de cabaret dos veces divorciada, y Beulah Sheriff Annan. Watkins a menudo utilizaba un estilo de reportaje ácido, y se centraba en los aspectos ridículos, cínicos, y sensacionalistas de ambos casos, la prensa y el interés público, y los procedimientos legales. Destacó que dos "atractivas criaturas del jazz" reclamaban haber sido corrompidas por los hombres y el licor. Caracterizó a Beulah como "belleza del bloque de celdas" y a Belva como "la más elegante de la fila de asesinos". Ambas mujeres, después de varios meses de amplia cobertura de prensa por parte de los siete periódicos diarios de Chicago, fueron encontradas inocentes. Watkins creía que eran culpables.
Watkins también informó brevemente sobre el notable caso de secuestro y asesinato de Leopold y Loeb, cuyas sensacionalistas cualidades ensombrecieron de inmediato la cobertura del veredicto de Belva Gaertner. Poco después, regresó a la escuela para estudiar nuevamente con Baker, que se había mudado a la Universidad de Yale. Como tarea de clase en su famoso curso 47 talleres, escribió un relato semificticio de los dos asesinatos. Primero lo llamó The Brave Litle Woman, entonces Chicago, or Play Ball (primera versión con derechos de autor: pre-manuscrito de producción), y finalmente Chicago (segunda versión con derechos de autor: script de producción). Beulah Annan se convirtió en "Roxie Hart"; Belva Gaertner, en "Velma Kelly"; Albert Annan, en "Amos Hart"; y los dos abogados, William Scott Stewart y W.W. O'Brien, fueron combinados en el personaje "Billy Flynn" (O'Brien parece haber sido el más cercano). Los reporteros rivales de Watkins, que se mostraron más comprensivos a la causa de las mujeres, son parodiados mediante "Mary Sunshine" la reportera de prensa fácilmente manipulada que más tarde se convierte en la gerente de vodevil de Velma y Roxie.
El director Sam Forrest fue sustituido por George Abbott a petición de Jeanne Eagels (Roxie Hart); pero Eagels abandonó la función a los pocos días, y Francine Larrimore reemplazó a Eagels. Chicago se estrenó en Broadway el 30 de diciembre de 1926 (aunque la carrera está listada como 1927). La obra estuvo en cartelera unas respetables 172 funciones, luego realizó una gira de dos años (con un entonces desconocido Clark Gable actuando como Amos Hart en una producción de Los Ángeles). Una versión en película muda en 1927 fue producida y supervisada por Cecil B. DeMille y protagonizada por la antigua belleza bañista de Mack Sennett Phyllis Haver como Roxie Hart. Fue adaptada como Roxie Hart en 1942 con Ginger Rogers en el papel homónimo. Esta versión sonora de 1942 eliminó a todas las asesinas excepto Velma Kelly sin nombre, y las versiones musicales y en la gran pantalla eliminaron a Jake, Babe, y muchos otros personajes.
Watkins escribió al menos otras veinte obras de teatro, pero Chicago fue sin duda la más exitosa. Se trasladó a Hollywood para escribir guiones, incluyendo la comedia de 1936 Libeled Lady. La película contó con William Powell, Myrna Loy, Jean Harlow, y Spencer Tracy.
Watkins dejó Hollywood en los años 1940 y se mudó a Florida, cerca de sus padres ancianos. Fue una cristiana evangélica toda la vida y gastó gran parte de su fortuna de unos $2,300.000 dotando cursos y cátedras de griego y estudios bíblicos en unas 20 universidades, incluyendo Princeton.
En los años 1960, Watkins fue contactada por Bob Fosse, que buscaba los derechos de Chicago para una adaptación musical, pero ella se resistió a sus ofertas. Tras su muerte por cáncer de pulmón en 1969, C. R. Leonard, un agente de fideicomiso en el Banco Nacional de Florida en Jacksonville, se hizo cargo de los bienes de Watkins y negoció la venta de los derechos de la obra. Posteriormente se informará que un heredero de la familia de la dramaturga le informó que Maurine creía que sus artículos periodísticos habían "obtenido compasión" para Beulah Annan y que "a lo largo de los años [ella] se sintió perturbada por haber ayudado a conseguir la absolución para un asesino".
La venta tan retrasada de estos derechos habilitó a Fosse para avanzar en el desarrollo de Chicago: A Musical Vaudeville con una puntuación por John Kander y Fred Ebb. Fue producido por primera vez en 1975, reestrenado en 1997, y filmado en 2002.

## Filmografía
- Chicago (1926) (obra de teatro) y Chicago (1927) (película)
- Río arriba (Up the River, 1930)
- Esposas de médicos (Doctors' Wives, 1931)
- Play Girl (1932)
- ¿Hay mujeres así? (The Strange Love of Molly Louvain, 1932) (obra de teatro, Tinsel Girl)
- Casada por azar (No Man of Her Own, 1932)
- Porque te quiero (Child of Manhattan (1933)
- Hello, Sister! (1933) (sin acreditar)
- Secuestro (The Story of Temple Drake, 1933) (sin acreditar)
- Novia profesional (Professional Sweetheart, 1933)
- Search for Beauty (1934)
- Un escritor en Nueva York (Strictly Dynamite, 1934) (historia)
- Una mujer de mala fama (A Wicked Woman, 1934) (diálogo)
- Una mujer difamada (Libeled Lady, 1936)
- Up the River (nueva versión, 1938) (historia)
- Te quiero otra vez (I Love You Again, 1940) (historia)
- Roxie Hart (1942)
- Que siga la boda (Easy to Wed, 1946)
- Chicago (2002) (película)